# 1445
سنة 1445 كانت سنة بسيطة تبدأ يوم الجمعة (الرابط يظهر نموذج التقويم الكامل للسنة) من التقويم اليولياني.

## مواليد
- جلال الدين السيوطي

## وفيات
- أنيبالي الأول بنتيفوليو
- أوسفالد فون فولكنشتاين
- إليانور من أراغون (ملكة البرتغال)
- إنريكي دي تراستامارا (أمير أراغون)
- المهدي صلاح بن علي
- تقي الدين المقريزي
- مارغريت ستيوارت
- ماريا من أراغون، ملكة قشتالة